# Tuscaloosa
Tuscaloosa je americké město v centrální Alabamě a okresní město Tuscaloosa County. Je pátým největším městem Alabamy, v roce 2020 zde žilo 99 600 obyvatel. Protéká zde řeka Black Warrior. Bylo založeno v roce 1819. Město je regionálním centrem průmyslu, obchodu, zdravotnictví a vzdělání. Metropolitní oblast města zasahuje do třech okresů Tuscaloosa County, Hale County a Pickens County, kde podle odhadů v roce 2013 žilo přes 230 tisíc lidí. V Tuscaloose sídlí Alabamská univerzita.